# گروسسایفن
گروسسایفن (به آلمانی: Großseifen) یک شهر در آلمان است که در وستروالدکرایس واقع شده است.